# Make Me Like You
"Make Me Like You" é uma canção da artista musical estadunidense Gwen Stefani, contida em seu terceiro álbum de estúdio This Is What the Truth Feels Like (2016). Foi composta pela própria juntamente com Justin Tranter, Julia Michaels e Mattian Larsson e Robin Fredriksson, com os dois últimos sendo profissionalmente creditados como Mattman & Robin e servindo como produtores da faixa. O seu lançamento como o segundo single do disco ocorreu em 12 de fevereiro de 2016, através da Interscope Records.

## Lista de faixas
| Download digital |                    |         |  |
| N.º              | Título             | Duração |  |
| 1.               | "Make Me Like You" | 3:36    |  |

## Desempenho nas tabelas musicais

### Posições
| Tabela musical (2015)                 | Melhor posição |
| ------------------------------------- | -------------- |
| Austrália (ARIA Charts)               | 97             |
| Canadá (Canadian Hot 100)             | 63             |
| Finlândia (Suomen virallinen lista)   | 27             |
| Escócia (The Official Charts Company) | 61             |
| Estados Unidos (Billboard Hot 100)    | 54             |
| Estados Unidos (Adult Pop Songs)      | 33             |
| Estados Unidos (Pop Songs)            | 33             |
| Reino Unido (UK Singles Chart)        | 140            |

## Histórico de lançamento
| País           | Data                    | Formato(s)        | Gravadora  |
| -------------- | ----------------------- | ----------------- | ---------- |
| Estados Unidos | 12 de fevereiro de 2016 | Download digital  | Interscope |
| Estados Unidos | 16 de fevereiro de 2016 | Rádios mainstream | Interscope |
| Itália         | 25 de março de 2016     | Rádios mainstream | Interscope |